# Ури, Роберт

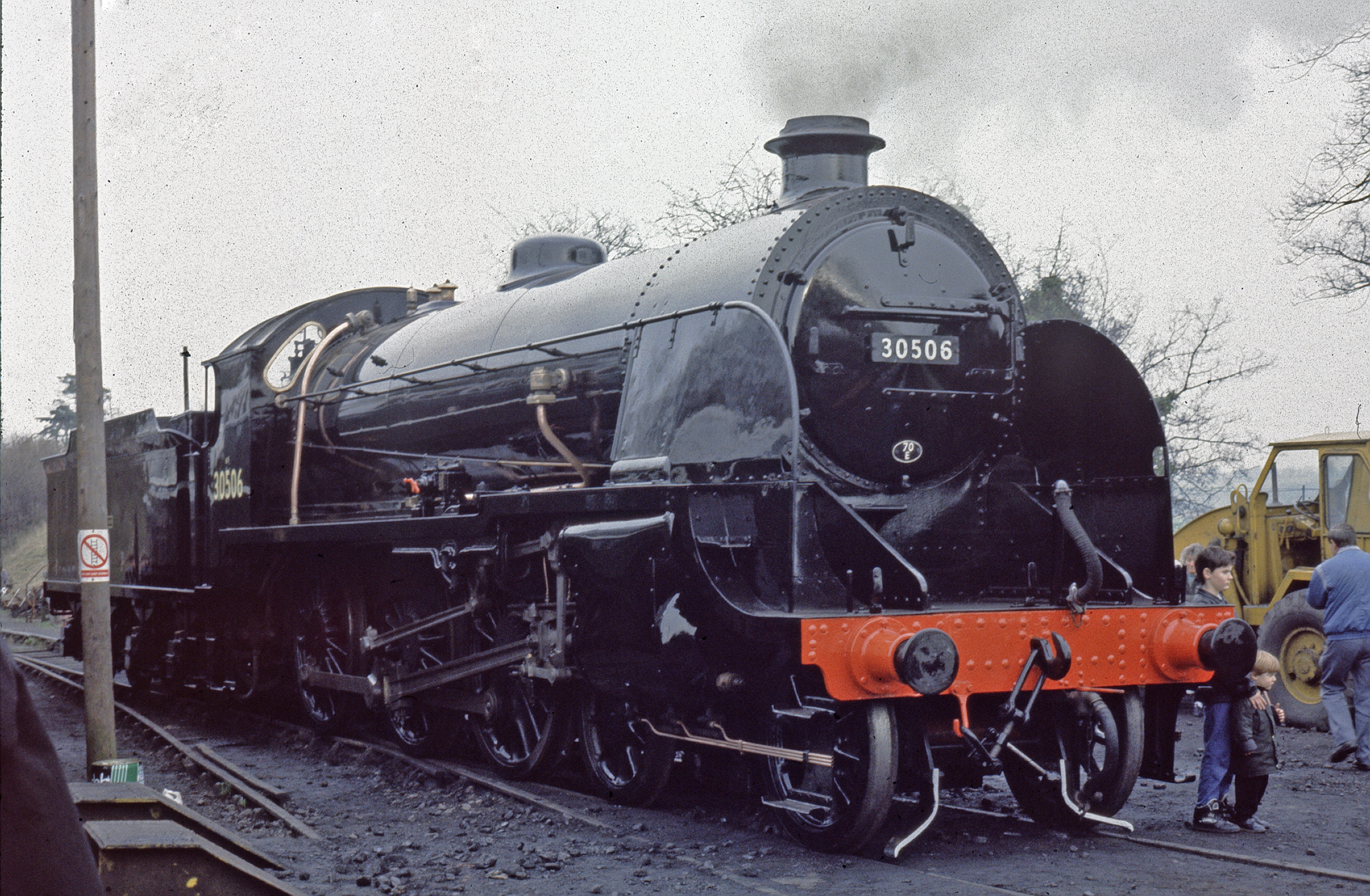
Отреставрированный грузовой паровоз С15 № 506 (BR 30506) в Ропли на Mid-Hants Railway (1980-е годы)

Роберт Уоллес Ури (англ. Robert Wallace Urie; 22 октября 1854 — 6 января 1937 года) — шотландский конструктор паровозов, главный механик в London and South Western Railway.

## Карьера
После учебы и сотрудничества с различными частными паровозостроительными компаниями, в 1890 году поступил на работу в Caledonian Railway, где получил должность главного конструктора, а затем стал начальником производства в St. Rollox railway works в подчинении у Дугалда Драммонда. В 1897 году вместе с Драммондом перешёл на работу в London and South Western Railway (LSWR) и переехал в район Найн-Элмс Лондона. В 1909 году перевёлся на вновь открытый завод в Истли.
После смерти Драммонда в 1912 году Ури стал главным механиком и занимал эту должность до ухода на пенсию, приуроченного к слиянию LSRW с Southern Railway в 1923 году.

## Локомотивы конструкции Ури
Роберт Ури внёс значительный вклад в развитие мощных локомотивов для скоростного пассажирского и грузового движения, которые эксплуатировались на магистралях LSWR. Их отличала простая, но надежная конструкция. В частности, Ури спроектировал LSWR Н15 class, LSWR N15 class и LSWR C15 class — паровозы с осевой формулой 2-3-0. Эти серии продолжали строиться на Southern Railway и при новом главном механике Ричарде Манселле.

## Патенты
- GB191410781, опубликован 13 августа 1914 года, «Способ соединения труб»[2]
- GB191410782, опубликован 3 сентября 1914 года, «Пароперегреватель»[3]

## Семья
Сын, Дэвид Челмерс Ури (David Chalmers Urie; 1886—1963) — конструктор паровозов в Highland Railway и London, Midland and Scottish Railway.